# Hylopezus
Hylopezus – rodzaj ptaków z rodziny kusaczek (Myrmotheridae).

## Zasięg występowania
Rodzaj obejmuje gatunki występujące w Ameryce Południowej i Centralnej.

## Morfologia
Długość ciała 12–14 cm; masa ciała 31–57 g.

## Systematyka

### Etymologia
Hylopezus: gr. ὑλη hule „las”; πεζος pezos „spacerowanie, chodzenie”, od πατεω pateō „chodzić”.

### Podział systematyczny
Do rodzaju należą następujące gatunki:
- Hylopezus auricularis (Gyldenstolpe, 1941) – kusaczek maskowy
- Hylopezus ochroleucus (zu Wied, 1831) – kusaczek białobrewy
- Hylopezus perspicillatus (Lawrence, 1861) – kusaczek okularowy
- Hylopezus macularius (Temminck, 1830) – kusaczek plamisty
- Hylopezus paraensis (E. Snethlage, 1910) – kusaczek płowy
- Hylopezus whittakeri Carneiro, Gonzaga, Rêgo, Sampaio, Schneider & Aleixo, 2012 – kusaczek białobrody